# Tân Long Hội
Tân Long Hội là một xã thuộc tỉnh Vĩnh Long, Việt Nam.

## Địa lý
Xã Tân Long Hội có vị trí địa lý:
- Phía Đông giáp xã Quới An.
- Phía Tây giáp xã Long Hồ.
- Phía Nam giáp xã Hòa Hiệp và Trung Hiệp.
- Phía Bắc giáp xã Bình Phước và Cái Nhum.

Xã Tân Long Hội có diện tích 36,27 km², dân số năm 2025 là 26.358 người, mật độ dân số đạt 727 người/km².

## Lịch sử
Ngày 16 tháng 6 năm 2025, Ủy ban Thường vụ Quốc hội ban hành Nghị quyết số 1687/NQ-UBTVQH15 về việc sắp xếp các đơn vị hành chính cấp xã của tỉnh Vĩnh Long năm 2025. Theo đó, sắp xếp toàn bộ diện tích tự nhiên, quy mô dân số của các xã Tân An Hội, Tân Long và Tân Long Hội thành xã mới có tên gọi là xã Tân Long Hội.
Sau khi sáp nhập, xã Tân Long Hội có 36,27 km² diện tích tự nhiên và dân số 26.358 người.

## Hành chính
Xã Tân Long Hội được chia thành 7 ấp: Cầu Ván, Gò Nhum, Tân Phong 1, Tân Phong 2, Tân Qui, Tân Tiến, Thanh Phong.